# شاة مردان
شاة مردان (بالإنجليزية: Shohimardon)‏ هي جيب داخلي وأرض مطوقة ومعزولة تقع في أوزبكستان في ولاية فرغانة. يقدر عدد سكانها بـ 5,100 نسمة ومساحتها 90 كم2 .